# Трофимов, Юрий Александрович
Ю́рий Алекса́ндрович Трофи́мов (29 марта 1932, Иваново-Вознесенск — 18 октября 2015, Иваново) — советский футболист (вратарь), тренер. Мастер спорта СССР (1956).

## Биография
В футбол пришёл в 19 лет. Дебютировал в ивановской команде «Спартак», выступавшей на первенство области. В следующем году был приглашён в «Красное Знамя», за которое выступал в течение четырёх лет. В 1956 году перешёл в ленинградские «Трудовые резервы» и дебютировал в классе «А». С 1958 по 1959 год был в составе «Зенита», но сыграл за команду только 1 игру - 21 августа 1958 года в домашнем матче с московским "Локомотивом" (2:7) вышел на замену на 70-й минуте и пропустил два гола. Затем вернулся в родной «Текстильщик» и провёл в нём 8 сезонов, после чего завершил карьеру.
В 2000-х годах был признан лучшим вратарём «Текстильщика» в XX веке.
После окончания карьеры с 1968 по 1970 год работал в тренерском штабе «Текстильщика». Был тренером дубля команды. Позже работал начальником команды. С 1992 по 1994 год занимал должность директора «Текстильщика», с 1995 по 1998 год — спортивного директора. Был первым президентом клуба.
Скончался в Иванове утром 18 октября 2015 года на 84-м году жизни.